# Stanley Glen Love
Stanley Glen Love (* 8. června 1965 v San Diegu, stát Kalifornie) je americký vědec a kosmonaut. Ve vesmíru byl jednou.

## Život

### Studium a zaměstnání
Absolvoval střední školu Winston Churchill High School v městě Eugene, stát Oregon
Vysokoškolská studia zahájil na Harvey Mudd College (zaměření fyzika, ukončil 1987), zejména astronomii studoval na University of Washington, kde v roce 1993 dosáhl titulu doktora.
Pracoval jako inženýr v Jet Propulsion Laboratory v Pasadeně.
V letech 1998 až 2000 absolvoval výcvik budoucích kosmonautů v Houstonu, poté byl zařazen do tamní jednotky astronautů NASA.
Oženil se, jeho manželkou se stala Jancy, rozená McPhee.

### Lety do vesmíru
Na oběžnou dráhu se v raketoplánu dostal jednou ve funkci letový specialista, pracoval na orbitální stanici ISS, strávil ve vesmíru 12 dní, 18 hodin a 22 minut. Absolvoval dva výstupy do volného vesmíru (EVA), kde strávil 15 hodin a 23 minut.
Byl 467 člověkem ve vesmíru.
- STS-122 Atlantis (7. února 2008 – 20. února 2008)